# World Series of Poker 1986
1986 års World Series of Poker (WSOP) pokerturnering hölls vid Binion's Horseshoe.

## Inledande event
| Event                        | Vinnare          | Pris (USD) | Tvåa             |
| ---------------------------- | ---------------- | ---------- | ---------------- |
| $1 000 Limit Omaha           | Jim Allen        | $48 400    | Okänt            |
| $2 500 Pot Limit Omaha       | David Baxter     | $127 000   | Eddie Schwettman |
| $1 500 No Limit Hold'em      | Hamid Dastmalchi | $165 000   | Okänt            |
| $500 Ladies' Seven Card Stud | Barbara Enright  | $16 400    | Okänt            |
| $5 000 Deuce to Seven Draw   | Ron Graham       | $142 000   | Aubrey Day       |
| $1 500 Limit Hold'em         | Jay Heimowitz    | $175 800   | Frank Henderson  |
| $1 000 Seven Card Razz       | Tom McEvoy       | $52 400    | Okänt            |
| $1 000 Ace to Five Draw      | J. B. Randall    | $69 200    | Okänt            |
| $1 000 Seven Card Split      | Tommy Fischer    | $73 600    | Okänt            |

## Main Event
141 stycken deltog i Main Event. Varje deltagare betalade $10 000 för att delta.

### Finalbordet
| Placering | Namn           | Pris     |
| --------- | -------------- | -------- |
| 1         | Berry Johnston | $570 000 |
| 2         | Mike Harthcock | $228 000 |
| 3         | Gary Berland   | $114 000 |
| 4         | Jesse Alto     | $62 700  |
| 5         | Bill Smith     | $51 300  |
| 6         | Roger Moore    | $39 900  |